# Cadaloc

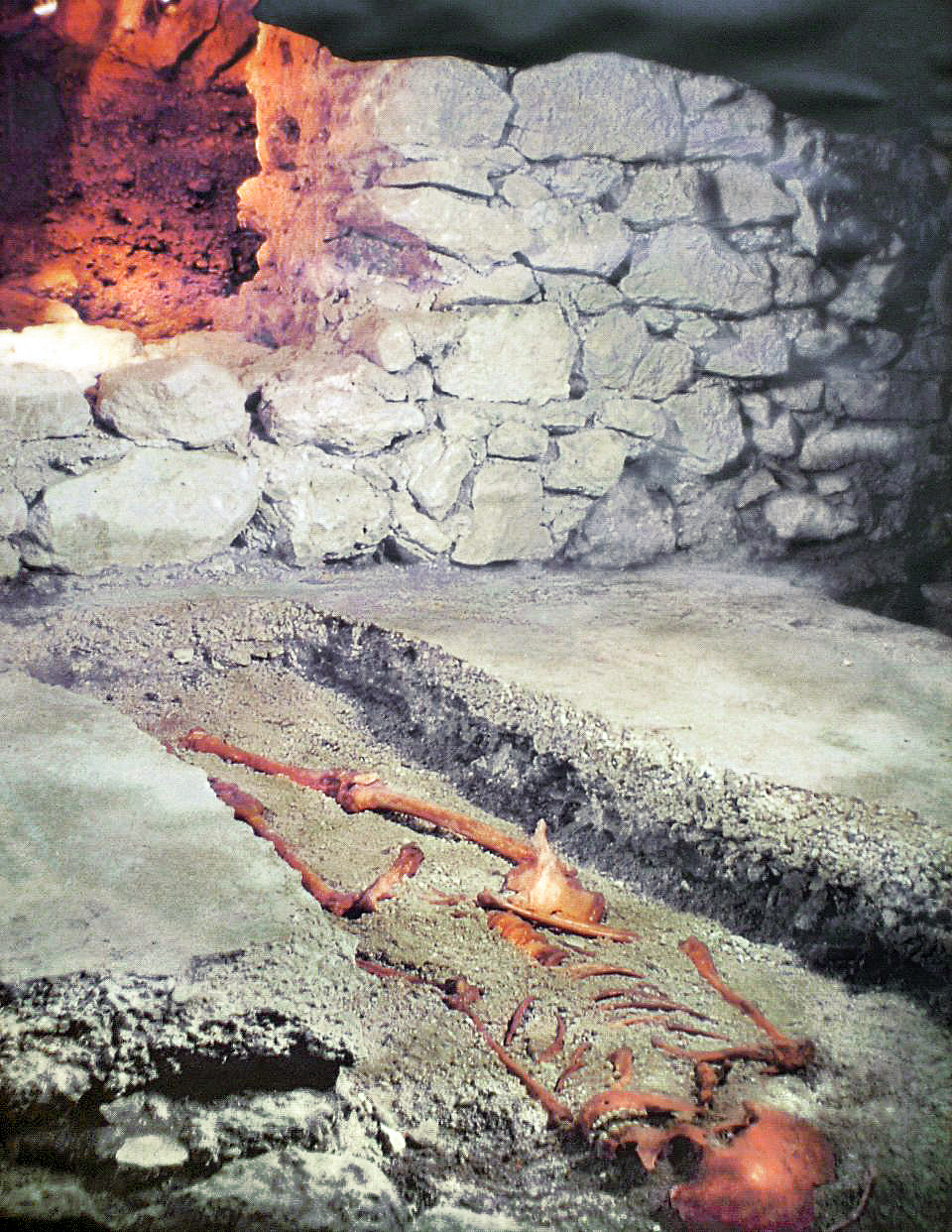
Mutmassliche Überreste des Cadaloc

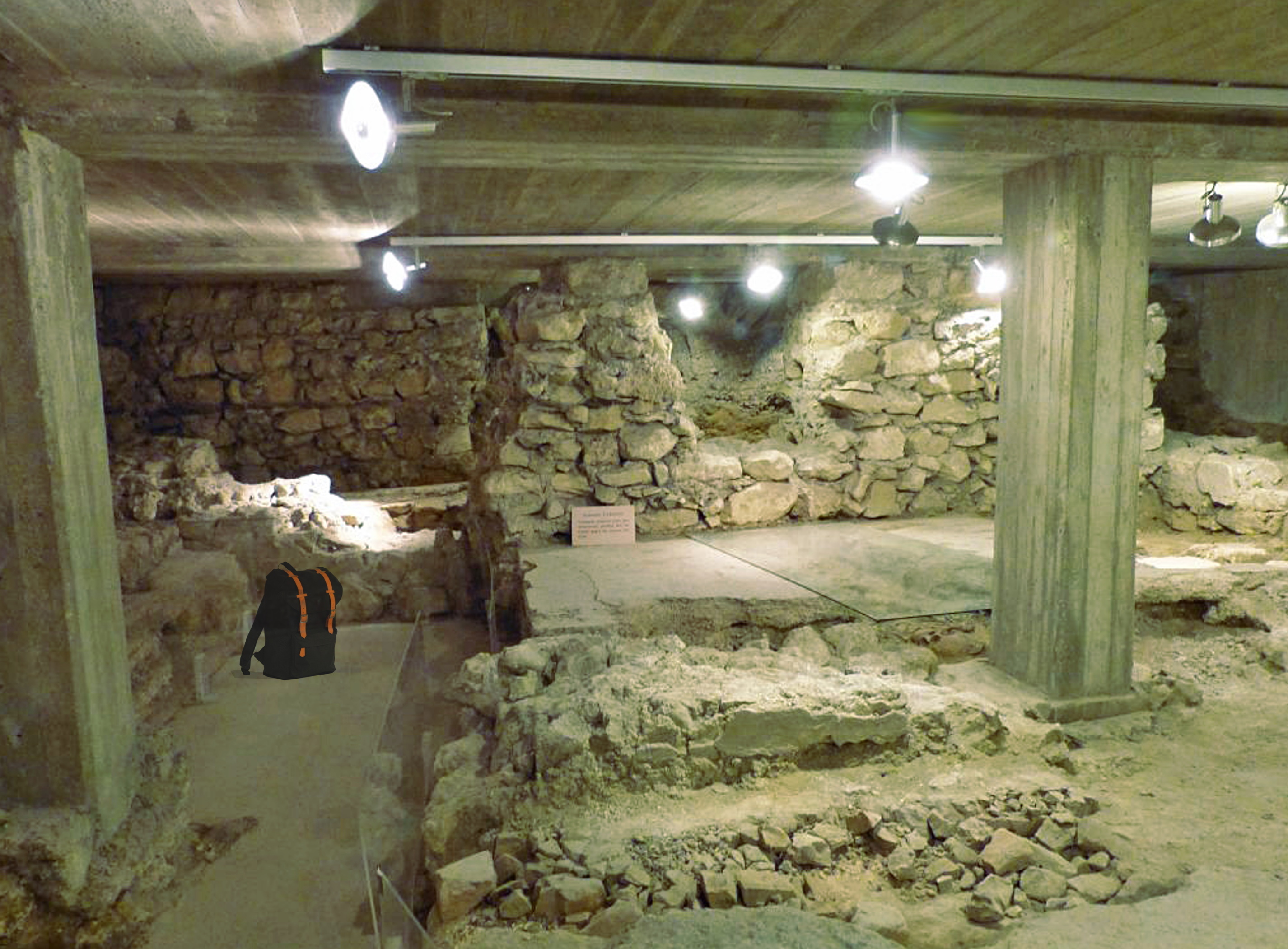
Konservierte Mauern der römischen Principia in der Krypta der Pfarrkirche St. Ruprecht

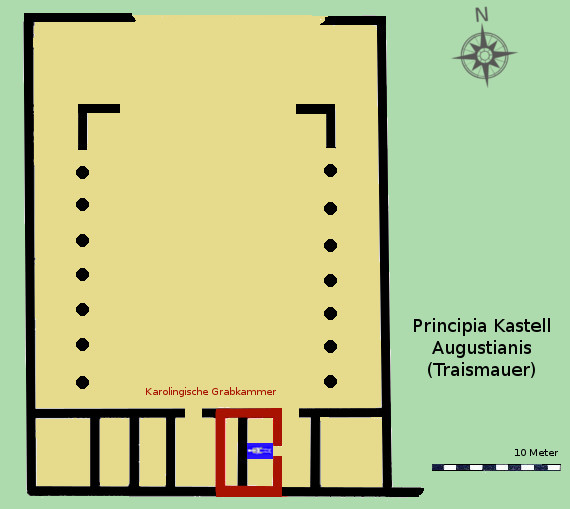
Grundriss der Principia mit karolingischer Grabkammer nach Johann Offenberger

Cadaloc oder Chadaloch (* zwischen 770 und 775; † 802) war ein in Traismauer, im bairischen Ostland ansässiger fränkischer Markgraf, der am Awarenkrieg Karls des Großen (768–814) teilnahm und im Jahr 802 im Kampf fiel. Ob er tatsächlich auf dem Areal der heutigen Pfarrkirche von Traismauer bestattet wurde, konnte bisher nicht zweifelsfrei geklärt werden.

## Entwicklung
Cadaloc war mit einer der Ehefrauen von Kaiser Karl verwandt. Im dritten Awarenaufstand wurde der missus Cadaloc, zusammen mit dem Präfekten des bairischen Ostlandes (Marcha orientalis) Goteram, nahe dem Kastell Guntio, "ad castellum Guntionis", getötet, es konnte bis dato noch nicht lokalisiert werden. Nach Herwig Wolfram wird die häufig vorgenommene Gleichsetzung von Guntionis mit dem ungarischen Güns (Kiseg/Kőszeg) von der Namenkunde abgelehnt. Wolfram nimmt an, dass sich dieser Ort wahrscheinlich im nördlichen Burgenland befand. Bei "Guntio" könnte es sich auch um einen germanischen Adeligen gehandelt haben, der unter den Awaren seine Stellung behaupten konnte. Die Quellen berichten auch von einem Awaren mit gepidischen oder suebischen Namen der zu den Franken überlief.
Das ursprünglich als Kastell Augustianis gegründete Traismauer trat nach dem Abzug der Römer erst wieder im 9. Jahrhundert ins Licht der Geschichte, 820 wurde das Gebiet um die Stadt dem Salzburger Erzbischof übertragen. Cadaloc wurde vermutlich in der damaligen Martinskirche, ein Holzbau, der über der Ruine der Principia des ehemaligen römischen Hilfstruppenlagers 'errichtet worden war, beigesetzt. Das urkundlich erstmals 799 als Tresma erwähnte Traismauer war Sitz der zivilen und kirchlichen Verwaltung der karolingischen Grafschaft zwischen Enns und Wienerwald und bildete zudem mit der St. Martinskirche auch den geistlichen Mittelpunkt der Besitzungen des Erzstifts Salzburg an der Donau östlich der Enns. Die Martinskirche gehörte zu einem an der Traisen gelegenen königlichen Gutshof, curtis ad Trigisimam. Heute ist die Grabstätte von der Krypta (Unterkirche) der Ruprechtskirche überbaut.

## Grabkammer
Das frühchristliche Körpergrab wurde 1975, im Zuge einer vom Österr. Bundesdenkmalamt (Hannsjörg Ubl) initiierten, fünfwöchigen Grabungskampagne (anlässlich der Renovierung der Stadtpfarrkirche), entdeckt. Im Zuge der Verlegung von Heizungsschächten wurde unter dem mittleren Joch des Langhauses der Estrich eines römerzeitlichen Gebäudes freigelegt, das durch ein Feuer zerstört worden war. Vier Räume konnten im östlichen und im mittleren Bereich des Langhauses ausgegraben werden, wobei vier Bauphasen unterschieden werden konnten. Bauphase II beinhaltete den Umbau bereits vorhandener Baustrukturen. Die Grablege (West-Ost-Ausrichtung) war in die römischen Schichten im östlichsten Joch eingetieft; östlich davon befand sich in Nord-Süd-Richtung das Mauerwerk der karolingischen Grabkammer, das direkt auf dem Fundament des 6 × 6 m großen Aedes principiorum aufgesetzt war. Die Grablege war nur grob aus dem Estrich herausgemeisselt worden. Im Osten hatte die Kammer eine Tür- oder Fensteröffnung. Der Grabbau war wohl als „confessio“ konzipiert worden, d. h. der Tote wurde während des Frühmittelalters als Heiliger oder Märtyrer verehrt.

## Befunde
Die Grabung von 1975 brachte u. a. die Reste von 187 Menschen, darunter die eines zum Zeitpunkt seines Todes im frühen 9. Jahrhundert ca. 30-jährigen Mannes zu Tage. Die Grabkammer, die gut erhaltenen Zähne sowie Reste von Gold- und Silberfäden, er war offensichtlich in einem reich bestickten Übergewand mit Ledergürtel samt Riemenzunge bestattet worden, wiesen auf eine hohe gesellschaftliche Stellung des Toten hin. Die forensische Untersuchung ergab, dass der Mann durch einen Pfeil getötet worden war, jedoch ist nicht klar, an welcher Seite er ihn getroffen hat. Das Geschoss war an seiner Vorderseite eingedrungen, durchschlug die Eingeweide, verursachte eine Blutvergiftung und Wundstarrkrampf mit anschließenden Herzstillstand. Der Befund birgt jedoch noch viele Unsicherheiten und lässt mehrere Interpretationsmöglichkeiten zu. Neben der Cadaloc-Deutung sind aber auch andere historische Szenarien für das in der Unterkirche liegende Individuum denkbar, z. B. dass der dort Bestattete schon im 5. Jahrhundert n. Chr. im Kampf gegen die Hunnen starb. 2022 wurde in Kooperation mit dem Department für Evolutionäre Anthropologie und dem Forschungsnetzwerk HEAS – Human Evolution and Archaeological Science der Universität Wien neue bioarchäologische Untersuchungen vorgenommen, die unter Anwendung modernster archäothanatologischer Untersuchungsmethoden ([digital-]archäologische, anthropologische und archäogenetische Analysen, 14C-Datierung und
Isotopenuntersuchungen) neue Erkenntnisse über die Bestattung in der Unterkirche liefern sollen.

## Hinweis
Über der Ausgrabungsstätte wurde eine neue Betondecke (Boden des Kirchenraums) eingezogen. Die Ausgrabungen sind damit von außen, wenn geöffnet, durch einen Treppenabgang für Interessierte zugänglich gemacht worden.